# Asociación de Estudios Bolivianos
La Asociación de Estudios Bolivianos es una organización internacional sin fines políticos ni de lucro, cuyo propósito es promover e impulsar la investigación y la difusión del conocimiento sobre Bolivia en las áreas de Humanidades y Ciencias Sociales.

## Historia
La AEB nació en 1999 gracias a la iniciativa de Josefa Salmón y Nicholas Robins en la Universidad Tulane, en Luisiana, Estados Unidos.
Una de las principales actividades de la asociación es la organización de congresos bianuales, cuya primera versión se realizó en la Universidad de Loyola (Nueva Orleans). Tras este evento, los congresos de los años 2003 y 2005 se realizaron en La Paz (Bolivia) y Miami (EE. UU.), respectivamente. Sin embargo, desde el 2006, la principal sede se encuentra en el Archivo y Biblioteca Nacionales de Bolivia (ABNB), en la ciudad de Sucre.
Desde entonces, la AEB ha llevado a cabo varios congresos internacionales con amplia acogida. Por ejemplo, el año 2017, reunió a más de 400 participantes de diferentes partes del mundo interesados en el quehacer intelectual y cultural boliviano. Los congresos incluyen paneles, mesas redondas y otras actividades, así como la asamblea de los socios y las elecciones para los nuevos miembros de la directiva. Las mesas redondas, tanto disciplinarias como temáticas, tienen uno o dos responsables que articulan a un grupo pequeño de investigadores/organizadores. Estos coordinadores forman el equipo ejecutivo de cada congreso de la AEB. Actualmente se trata de la única y más amplia plataforma de reflexión y debate académico interdisciplinario dentro del territorio boliviano, permitiendo el encuentro entre estudiosos de diferentes países, generaciones y grados de formación, con todo el público que se siente interpelado a asistir cada dos años.

## Publicaciones
La AEB publica dos veces al año la Revista de Estudios Bolivianos / Bolivian Research Review, que recibe regularmente contribuciones de artículos académicos inéditos en español e inglés.

## Congresos
Entre las actividades realizadas por la AEB se destacan los congresos que se llevan a cabo desde 2002.

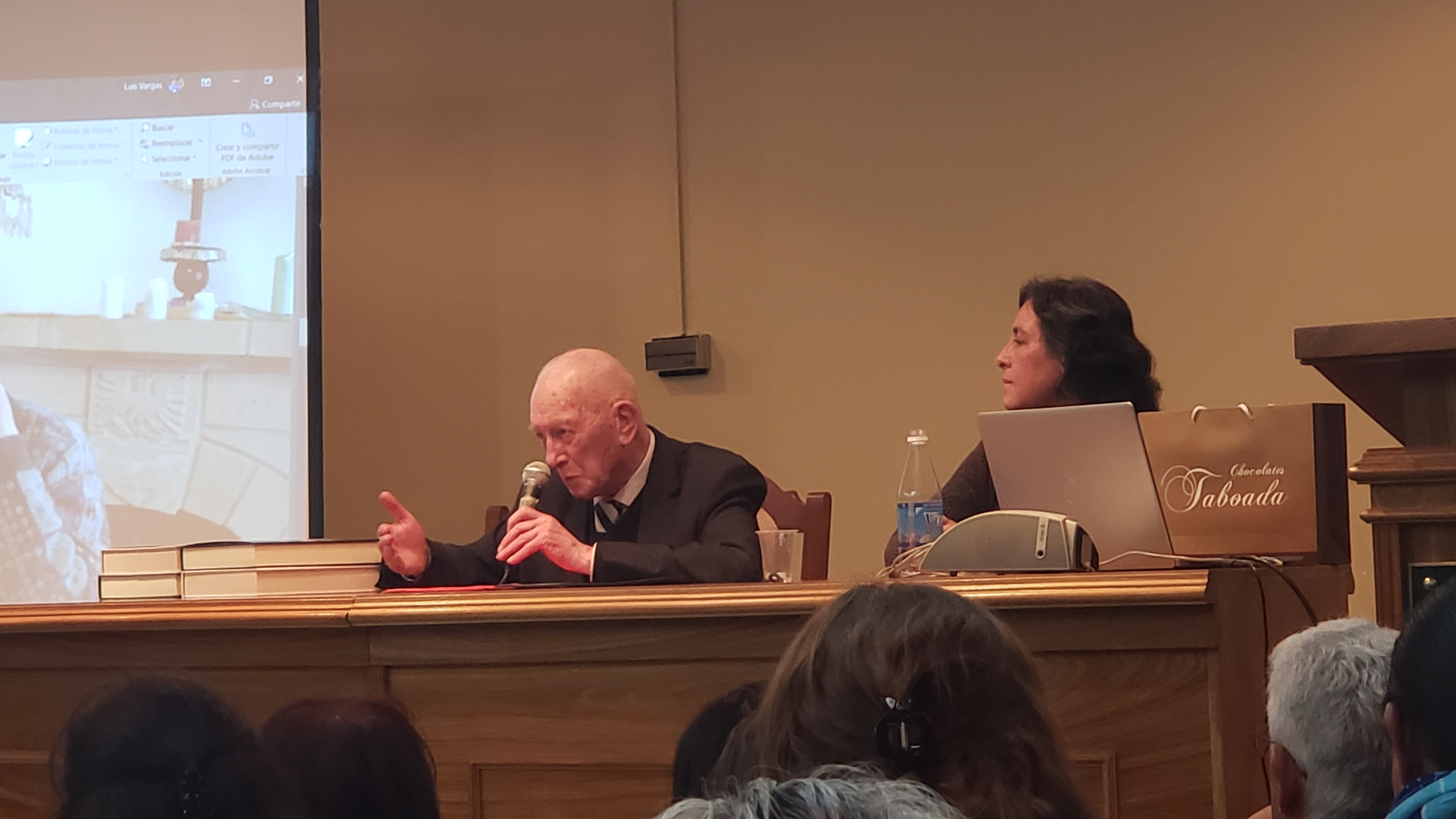
El investigador Hans van der Bergen, durante el XI Congreso de la AEB.